# Jazz on the Rocks
Jazz on the Rocks è un album discografico del contrabbassista jazz statunitense Don Bagley, pubblicato dall'etichetta discografica Regent Records nel 1957.
L'album fu pubblicato anche sia dalla Savoy Records (MG 12210) e sia dalla Pye International Records (NPL 28008), quest'ultima pubblicazione fu riservata al mercato del Regno Unito.

## Tracce
Lato A
1. Batter Up – 5:32 (Don Bagley)
2. Come Out Swingin' – 4:57 (Don Bagley)
3. Odd Man Out – 4:40 (Don Bagley)
4. Bull Pen – 4:18 (Don Bagley)

Durata totale: 19:27
Lato B
1. Hold in There – 8:47 (Don Bagley)
2. Miss De Minor – 4:50 (J. L. Hill (o) Don Bagley)

Durata totale: 13:37
- Il brano Miss De Minor sull'etichetta del vinile è attribuito a J. L. Hill, mentre nella lista dei brani del CD pubblicato dalla Blue Moon Records (BMCD 1602) riporta come autore Don Bagley.

## Musicisti
- Don Bagley - contrabbasso, arrangiamenti, leader
- Eddie Costa - pianoforte
- Eddie Costa - vibrafono (brani: Bull Pen e Hold in There)
- Phil Woods - sassofono alto
- Sal Salvador - chitarra
- Charlie Persip - batteria[3]